# Charlotte Perriand
Charlotte Perriand est une architecte, designer, commissaire d'exposition, architecte d'intérieur photographe française et théoricienne de l'art née le 24 octobre 1903 à Paris et morte le 27 octobre 1999.
Figure majeure de l’histoire de la modernité, liée aux avant-gardes européenne, japonaise et brésilienne, elle a contribué à mettre les avancées modernes au service du plus grand nombre grâce à une vision humaniste de l'art appliqué.

## Biographie

### Les débuts
Charlotte Perriand naît en 1903 à Paris. Ses parents travaillent dans le milieu de la mode. Son père, Charles Perriand, d'origine savoyarde, est tailleur avec une spécialité d'apiéceur dans la maison de couture anglaise Cumberland. Sa mère, Victorine Denis, d'origine bourguignonne, a son propre atelier de couture où elle fait travailler des giletières pour des maisons de prêt à porter. Après trois ans passés à Moulery en Bourgogne où elle est élevée par son grand-oncle maternel, elle revient dans le 1er arrondissement de Paris, Place du Marché-Saint-Honoré auprès de ses parents. Enfant, elle fait un séjour à l'hôpital où les murs blancs et la quasi absence de mobilier de ces pièces la marqueront. Elle y découvre à 10 ans, « le vide, tout-puissant parce qu’il peut tout contenir ».
Elle passe la première guerre mondiale dans la famille de son père, dans la vallée de la  Maurienne. Grâce à ce séjour, elle héritera d'un amour inconditionnel pour la montagne et la nature, « un jour j'irai là-haut ». Cet amour, elle le conservera tout au long de sa vie.
En 1920, elle entre comme boursière à l’école du Comité des dames de l’Union centrale des arts décoratifs sous la direction de l'artiste Art déco Henri Rapin. Elle suit en parallèle un cours indépendant de Paul Follot, directeur du Printemps et Maurice Dufrène, directeur artistique de la maîtrise des Galeries Lafayette et les cours de dessin de nu de Bernard Boutet de Monvel à la Grande Chaumière. Elle passe à l’atelier d’André Lhôte et va régulièrement faire des croquis d’animaux au jardin des Plantes.
Elle sort diplômée en 1925

### Premières créations
Elle expose avec une camarade d'école des panneaux muraux représentant neuf muses pour un salon de musique à l'Exposition internationale des arts décoratifs et industriels modernes de 1925. Grâce à l'aide financière de ses parents, elle peut concevoir et présenter un « coin de salon » au Salon des artistes décorateurs de Paris de 1926, comprenant un fauteuil, un guéridon à plateau de verre et une bibliothèque-secrétaire. L'œuvre attire l'attention des critiques ,  et trouve un acquéreur ce qui lui permet de réinvestir dans ses prochaines créations.

En décembre 1926, après un an de refus de ses parents, elle se marie avec le britannique Percy Kilner Scholefield, négociant en tissus et de vingt ans son ainé. Le couple emménage dans un ancien atelier de photographe avec verrière face à l’église Saint-Sulpice dont l'aménagement la rendra célèbre. Elle s'imprègne de l'atmosphère du quartier et de la modernité ambiante comme le jazz et la littérature. Dans sa pratique elle s'éloigne de la décoration et de l'ameublement classique et travaille avec le serrurier Labadie recommandé par Dufrène pour ses réalisations en métal. 

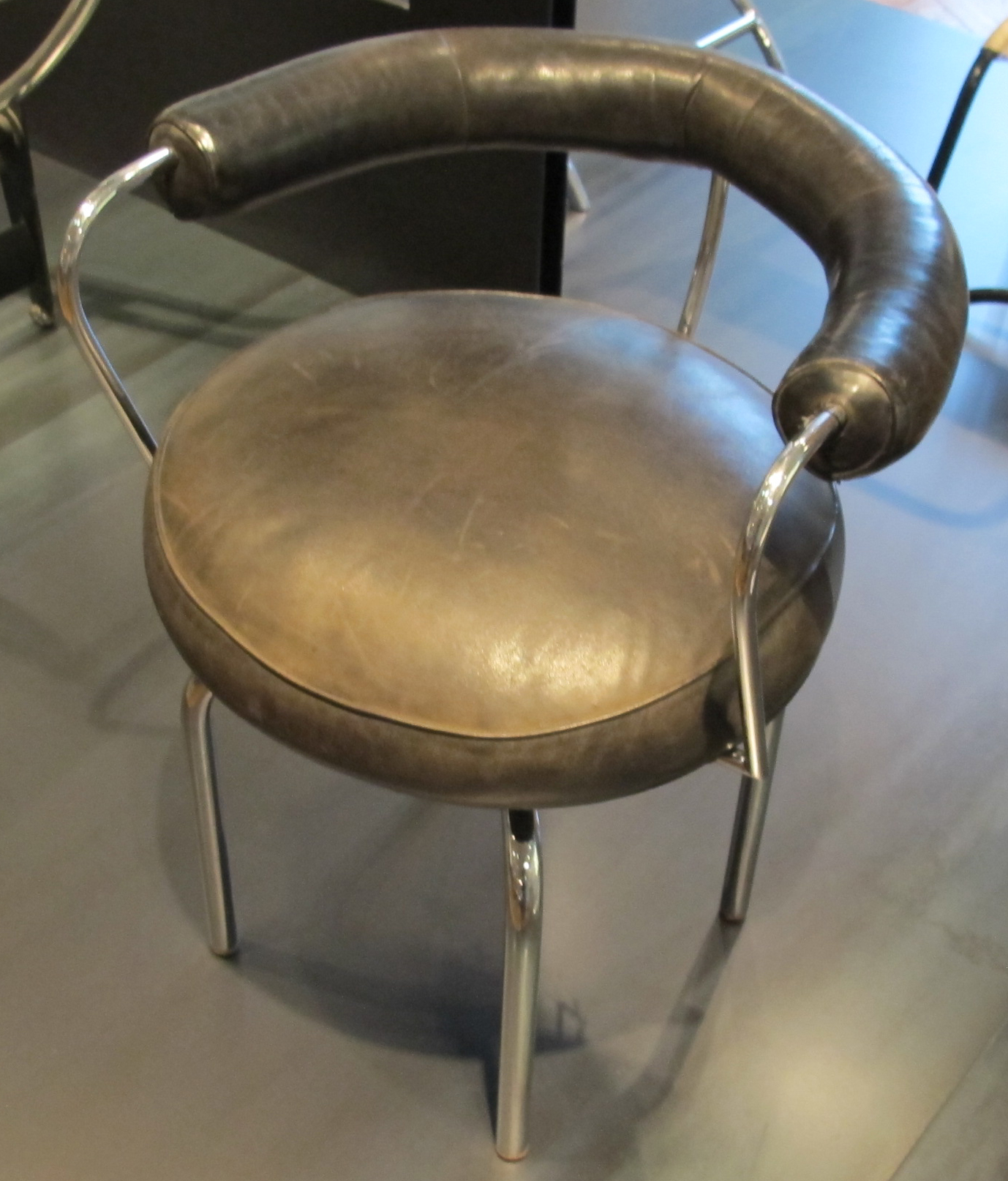
Siège pivotant LC7 (1927), musée des Arts décoratifs, Paris.

Au Salon des artistes décorateurs de mai-juin 1927, elle expose un cabinet en bois de violette, verre et métal garni de pièces d'orfèvrerie de Puiforçat.
Elle dessine une table de jeu pliante pour la villa de Hyères construite et aménagée par Robert Mallet-Stevens pour Marie-Laure et Charles, vicomte de Noailles.
Elle dessine et construit elle-même l'aménagement de son appartement-atelier grâce au soutien financier de son mari. Elle conçoit un Bar sous le toitdans l'espace de son hall. Elle déploie un bar incurvé pour une ambiance conviviale et décontractée complétée par des guéridons, des tabourets bas et de bar à piètement cruciforme ou circulaire ainsi qu'une banquette, le tout en acier chromé, aluminium anodisé et verre. Au Salon d'automne de 1927 elle n'hésite pas à faire une reconstitution du hall de son appartement sur son stand pour présenter son Bar sous le Toit. L'utilisation de l'acier brillant, des tubes d’acier et du cuir violet et rose font sensation. À 24 ans, elle est acclamée par la critique.

### Collaboration avec Le Corbusier
Son ami Jean Fouquet lui fait découvrir deux livres de Le Corbusier : Vers une architecture et L’Art décoratif d’aujourd’hui qui l’influence profondément. Elle veut travailler avec Le Corbusier et se présente à son atelier du 35 rue de Sèvres. Mais Le Corbusier étant toujours absent le matin, elle est reçue par son cousin Pierre Jeanneret et décide de revenir ultérieurement. Elle revient l'après-midi. Intimidée par l'austérité des lieux et l'accueil froid de Le Corbusier, elle lui présente ses dessins et s'entend répondre « Ici, on ne brode pas des coussins ». Reconduite à la porte, elle lui laisse cependant son adresse et l’informe de son exposition au Salon d’Automne. Le lendemain Le Corbusier et Pierre Jeanneret visitent son stand en son absence. L'après-midi, Jean Fouquet lui annonce : « Tu travailleras avec lui. Il doit t’écrire ».
Le Corbusier lui propose un emploi non rémunéré comme « associée pour l’aménagement intérieur des maisons ». Elle a 24 ans. Sa collaboration avec l'architecte durera 10 ans et donnera naissance à un ensemble de projets communs dont l'attribution lui sera tardive.
Elle devient responsable du mobilier et de l'équipement, créés en 1928 avec Jeanneret et Le Corbusier, pour la villa La Roche (siège actuel de la Fondation Le Corbusier) et la villa Church, comprenant la fameuse « Chaise longue LC4 », le « Fauteuil à dossier basculant LC 1 », le « Fauteuil Grand Confort » et ses variantes, la « Table LC 10-P » en tube d'acier et verre, la « Table à piétement ovoïde LC 6 » dotée d'un tube ovoïde en tôle d'acier laqué trouvé par hasard dans un catalogue de produits aéronautiques et de petits amortisseurs en caoutchouc soutenant le plateau de verre, ainsi que des meubles casiers, l'ensemble présenté l'année suivante sous l'appellation Équipement intérieur d'une habitation au Salon d'Automne de 1929. Ce mobilier est édité par Thonet et plus récemment par Cassina.
La « Table extensible Ospite » en acier chromé, bois laqué et feuille de caoutchouc déroulante, le « Tabouret pivotant LC8 », le « Siège pivotant LC7 » en acier chromé et cuir et le guéridon en acier chromé et plateau de verre circulaire, également réalisés en 1927 pour son appartement de la rue Saint-Sulpice, seront exposés dans sa Salle à manger 1928 au Salon des artistes décorateurs.
En 1929-1930, elle dessine un studio-bar pour l'hôtel particulier de Jean et Joël Martel, au no 10 rue Mallet-Stevens à Paris, achevé par Robert Mallet-Stevens en 1927 et également décoré à partir de 1928 par Francis Jourdain, ainsi qu'un siège de salle de bains en acier chromé et tissu éponge.
Au côté de René Herbst, Pierre Chareau et Eileen Gray, elle est un des membres fondateurs de l'UAM (Union des artistes modernes) en 1929, présidée par Mallet-Stevens. Elle entretient également des liens étroits avec les ateliers de Jean Prouvé à Nancy mais aussi avec les architectes Paul Nelson ou l'atelier Lagneau-Weill-Dimitrijevic (LWD). En avril 1929, elle publie à Londres le manifeste « Wood or Metal ? » dans la revue The Studio en réponse à une tribune de John Gloag, auteur spécialisé dans le design qui exècre l’utilisation du métal dans le mobilier.
En 1931-1933, elle participe avec l'agence de Le Corbusier à l'équipement de la Cité-refuge de l'Armée du salut et du Pavillon suisse de la cité universitaire, à Paris.
En 1934, Charlotte Perriand réalise, pour un concours de maisons de loisirs destinées à un public populaire organisé par la revue L'Architecture d'aujourd’hui, les plans de la Maison au bord de l'eau.
Cette maison de plage, minimaliste et modulable grâce aux éléments préfabriqués, est bâtie sur pilotis. Elle est formée de deux modules d'habitation reliés par une terrasse en bois centrale et comporte une partie de garage sous la maison. Le projet novateur ne remporte que la deuxième place et n'est pas réalisé du vivant de l'architecte.
Elle réalise également une déclinaison du projet en maison de week-end, plus confortable et pour une population plus aisée, différente des plans originaux du concours.
Avec Le Corbusier, Pierre Jeanneret, Louis Sognot et René Herbst, elle présente La Maison du jeune homme à  l'exposition universelle de 1935 de Bruxelles. Elle est, à cette époque, une des rares femmes à se faire un nom dans le domaine de l'architecture.
L'engagement politique de Charlotte Perriand pour les questions sociales et les idées du communisme et du front populaire l'amène à créer la Grande misère de Paris en 1936 à l'occasion du Salon des arts ménagers. Il s'agit d'un photomontage sous la forme d'une fresque de 16 mètres. Il met en valeur les revendications ouvrières comme les retraites ou les allocations, et dénonce un style de vie malsain qui pourrait être changé par un effort collectif et par le progrès. Elle y dénonce l'insalubrité de certains quartiers parisiens, le consumérisme et la pollution. Elle propose néanmoins un plan pour changer la ville.
Elle quitte l'agence de Le Corbusier et Jeanneret en 1937 pour développer sa carrière personnelle, loin de l'impatience de Le Corbusier.

### Les années Japon
À partir des années 1940, son style est fortement influencé par un long séjour en Extrême-Orient, et notamment au Japon où elle séjourne entre l'automne 1940 et l'hiver 1942.

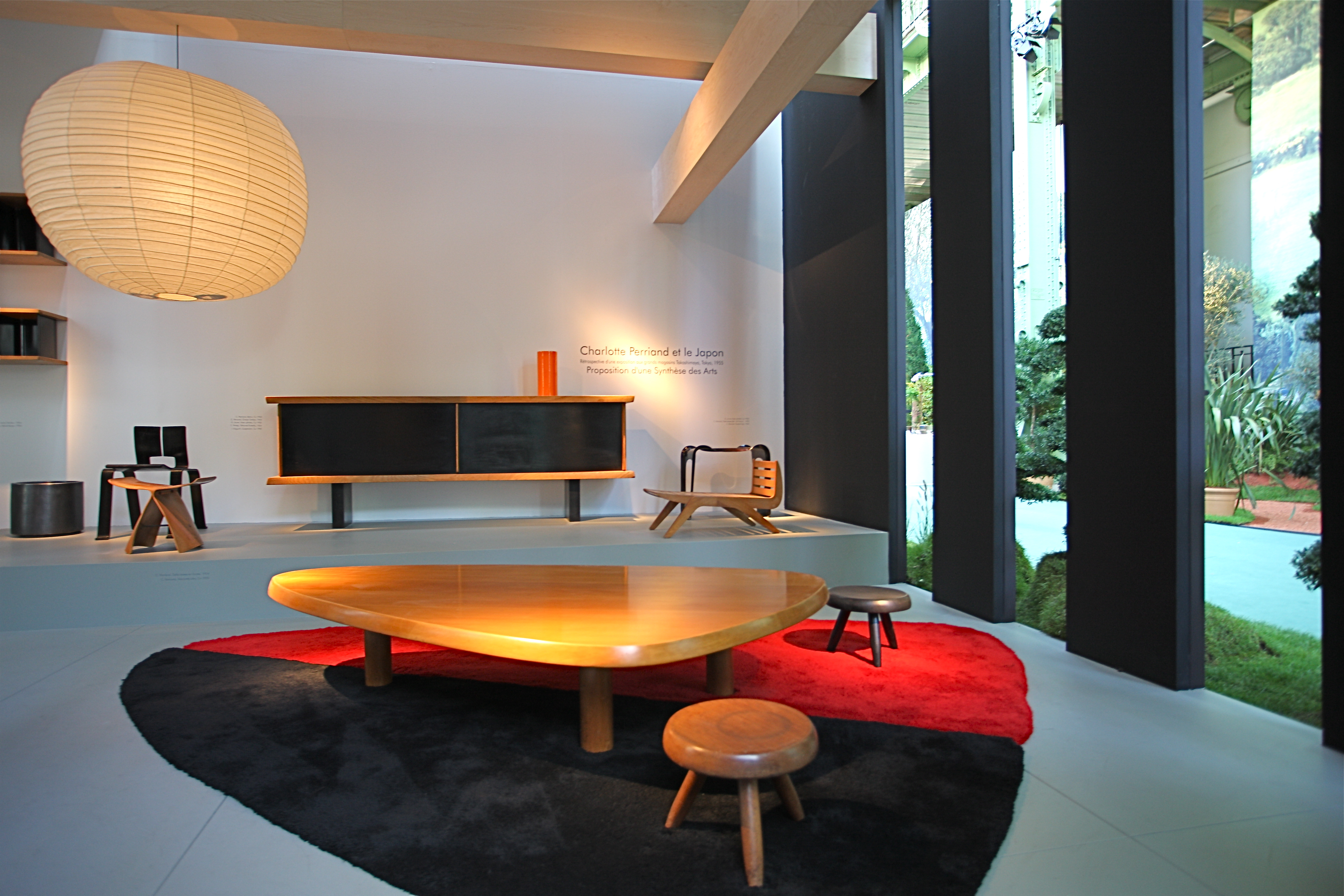
Exposition « Charlotte Perriand et le Japon », au musée d'Art moderne et contemporain de Saint-Étienne Métropole, 2013.

Alors que les Allemands se préparent à entrer en France, elle réussit finalement à quitter Marseille à bord du paquebot Hakusan Maru, après avoir mis ses parents dans un train en direction de la Savoie.
Au Japon, elle devient conseillère à l'art industriel auprès du ministère du Commerce et de l'Industrie. L’invitation lui est parvenue par Junzō Sakakura avec qui elle avait travaillé dans l’atelier de Le Corbusier entre 1931 et 1936. Elle dort à l'hôtel impérial et bénéficie d'un salaire supérieur à celui de son ministre de tutelle, jouissant d'une place particulière pour une femme par rapport aux Japonaises.
Son séjour au Japon l'amènera à étudier les qualités du bambou et elle fait faire un rapport sur les capacités mécaniques de ses 2 300 espèces. C'est un matériau qu'elle admire pour sa flexibilité et sa solidité et qu'elle utilisera à dessein pour réaliser ses œuvres modernes avec des techniques anciennes.
Elle crée la chaise longue basculante dite « Tokyo ». Pour réaliser le tressage des placets de ses chaises longues, elle s'inspire d'une cape de pluie en paille de riz des paysans, le mino.
Elle trouve dans le pays une réponse à ses idées architecturales populaires, fonctionnelles et économes. Elle collecte des centaines d'objets traditionnels au fil de ses déplacements dans le Japon et les associe avec ses théories de développement en série. Elle peut penser un mode de production de masse, destinée au plus grand nombre, pensant ses créations et sa vision sociale à l'échelle d'un pays.
Elle donne une série de conférences sur les arts décoratifs et visite des ateliers de création et des écoles. Elle organise aussi une exposition « Sélection-Tradition-Création » qui a lieu de mars à mai 1941 au magasin Takashimaya de Tokyo et d’Osaka. Son influence sur le design japonais est visible après la Seconde Guerre mondiale, dans les années 1950, dans la production de Sōri Yanagi, Daisaku Choh (長 大作, Chō Daisaku) ou Kazuo Shinohara.
Elle est également priée par ses amis artistes de diffuser leur travail dans l'archipel nippon. La Fédération française de ski la charge aussi d'y promouvoir la technique de ski d'Émile Allais et de James Couttet, à savoir des virages effectués avec les skis parallèles, a contrario du chasse-neige à l'autrichienne.
Elle termine son séjour sous liberté surveillée, alors que le Japon entre en guerre. En 1942, elle part pour l'Indochine où elle rencontre son second époux, Jacques Martin, avec qui elle a sa seule enfant, Pernette Perriand en 1944. Elle retourne à Tokyo et revient ensuite en Indochine où elle est confrontée aux émeutes viêt-minh. Elle est hébergée avec sa fille et des amis chez Yvon Segalen, échappant ainsi aux lynchages des Européens et est rapatriée en France en février 1946.
Elle effectue un second séjour au Japon entre 1953 et 1955, en compagnie de son mari, Jacques Martin, nommé directeur d'Air France à Tokyo, et de leur fille Pernette. Le 31 mars 1955, elle inaugure une exposition intitulée « Proposition d'une synthèse des arts » aux grands magasins Takashimaya dont elle a dessiné tous les meubles et objets. Deux de ses créations, le guéridon Air France et la chaise Ombre, nommée ainsi en hommage aux marionnettes de théâtre japonais, sont toutes deux empilables et réalisées dans une unique feuille pliée, l'une de métal, l'autre de bois,.

### Les années 1950-1990
De 1955 à 1960, Charlotte Perriand assure avec Jean Prouvé la direction artistique de la Galerie Steph Simon (145 boulevard Saint-Germain) à Paris où leurs travaux sont exposés ; elle y collabore notamment avec Serge Mouille.

#### Les Arcs
Après le projet abandonné pour la station des Menuires, elle participe entre 1967 et 1986 à la conception de la station d'altitude des Arcs en Savoie, à la fois dans son architecture et dans les aménagements d'intérieur. Il s'agit de l'un des projets les plus importants de sa carrière par son envergure, le temps et l'énergie qu'elle lui a consacrés mais également parce qu'il lui a permis de revenir à ses sources une dernière fois.
En 1967, l'architecte Denys Pradelles, connaissant les travaux de Charlotte Perriand en montagne, fait appel à elle pour le projet novateur de station promu par Roger Godino. Elle a 64 ans et s'y consacrera pendant près de 20 ans, envisageant l’architecture, l’urbanisme et l’aménagement intérieur comme un tout[réf. nécessaire].
La première réalisation des Arcs 1600 est un laboratoire architectural dont les innovations de Charlotte Perriand et son équipe seront appliquées aux Arcs 1800. Son empreinte en tant qu'architecte consistera à relier l'habitat à la nature. Elle prône une station intégrée sans voitures, permettant des cheminements piétons entre les immeubles et les différentes réalisation de la station. Les bâtiments avec de larges baies vitrées, suivent les courbes de niveau de la montagne à l'image de La Nova d'Arc 1800, un bâtiment courbé et inséré à la montagne. Des balcons extérieurs et des bancs à l'intérieur le long des vitres créent une continuité entre l'habitat et le paysage alpin et sa lumière[réf. nécessaire].
Les appartements sont proposés meublés avec un aménagement qui optimise l'espace. Standardisé pour réduire les coûts, le mobilier est conçu dans une approche pratique avec un design minimaliste tablant sur des matériaux contrastés comme le bois, le verre, le polyester, et des couleurs vives. Elle introduira des modules préfabriqués intégrés dès la construction dans les salles de bain et les cuisines. Deux éléments originaux de ces modules préfabriqués des Arcs 1800 créés en 1975 ont été acquis par le Centre Pompidou en 2006 : le bloc cuisine en polyester armé de fibre de verre et acier inox et le bloc salle de bains en polyester armé de fibre de verre avec céramique émaillée, aluminium, acier chromé, verre et miroir.
Charlotte Perriand ne travaillera pas sur les Arcs 2000, étant de plus en plus en désaccord avec le bureau d’études des Arcs.

#### L'école nationale supérieure de création industrielle
En 1982, elle fonde avec Jean Prouvé l'école nationale supérieure de création industrielle – Les Ateliers (ENSCI – Les Ateliers) à Paris, une école dédiée au design sous toutes ses formes et ses modes de pensées (objet, espace, social, textile, numérique…).

#### L'espace Thé
En 1993, elle crée L'espace Thé de l'Unesco, inspiré par les pavillons de thé japonais et l'esprit zen, découvert au Japon et repris dans de nombreuses créations.
Au milieu des années 1990, elle devient Docteur Honoris causa de l’École de design de Rhode Island et du Royal College of Art de Londres. Elle publie son autobiographie en 1998 aux éditions Odile Jacob. Elle meurt le 27 octobre 1999 dans le 7e arrondissement de Paris,.

### Postérité
Pernette Perriand et son mari, l'historien Jacques Barsac, gèrent son héritage et ses droits, l'édition de ses archives ainsi que les rééditions et les litiges pour les copies non autorisées.
Cassina réédite du mobilier de Charlotte Perriand depuis 2004.
L'association ACTE (Art contemporain Thônes et vallées de Thônes expositions) construit en 2010 le Refuge Tonneau à partir des croquis de Charlotte Perriand.
En 2013, le Musée d'art moderne de Saint-Etienne organise une exposition « Charlotte Perriand et le Japon » où l'on peut voir une recréation partielle de l'exposition Sélection-Tradition-Création de 1941 à Tokyo et à Osaka. Avec des éditions et des reconstitutions, elle présente également deux originaux retrouvés au Japon, une table de 1940 et une tapisserie réalisée d'après un dessin d'enfant et qui n'étaient jusqu'alors connus que par des photographies d'archives.
On y voit également une reconstitution de l'exposition Proposition d'une synthèse des arts de 1955 à Tokyo.
Une collection Croisière Louis Vuitton est réalisée en 2013 d'après les originaux de Charlotte Perriand avec l'accord des ayant droits.
La seconde version de la Maison au Bord de l'eau est réalisée et montée par Louis Vuitton à l'occasion de la Design Miami Fair en 2013. Elle est remontée en 2019 à la Fondation Louis Vuitton à Paris lors de l'exposition consacrée à Charlotte Perriand.
En 2014, 33 appartements des Arcs sont rénovés dans le style Charlotte Perriand et un programme incite les propriétaires à rénover leurs intérieurs par du conseil, des conférences, un label et des incitations financières.
À la fin des années 1990, l'architecte d'intérieur japonaise Sachiko Altaba-Yamamura acquiert et restaure entièrement pendant plusieurs décennies un appartement de la résidence de « La Cascade » ayant subi peu de transformations. Dans ses travaux de restauration et la recherche des pièces de mobilier et de décoration, elle cherche à s'approcher au plus près des éléments d'origine voulus par Charlotte Perriand. Pour réaliser l'achat et les travaux, elle crée une SCI au nom de Dentô-Sôzô (tradition et création en japonais) en hommage au titre de l'ouvrage co-écrit par Charlotte Perriand et Junzo Itakura en 1941 Sentaku dento sozo. L'appartement est accessible au public en 2019.

### Hommages
- En 1982, une nouvelle école de design est créée en France, l’École nationale supérieure de création industrielle (ENSCI - Les Ateliers), dont elle est la marraine au côté de Jean Prouvé le parrain[54].
- L'allée Charlotte-Perriand à Paris 7e.
- Le lycée Charlotte-Perriand de Genech (dans le département du Nord).
- Le bâtiment Charlotte-Perriand sur le campus de l'INSA Lyon qui abrite le département de Génie civil.

### Vie privée
Elle épouse en 1926 son premier mari, le négociant en tissus anglais Percy Kilner Scholefield dont elle se sépare en 1930 et divorce en 1932.
Remariée dans les années 1940 à Jacques Martin, directeur des affaires économiques d'Air France en Indochine, elle a une fille, Pernette Perriand, née en 1944.

## Les concepts et engagements, l'atelier de Le Corbusier

### L'UAM, le CIAM
Lorsqu'en 1927 Charlotte Perriand rejoint l'agence de Pierre Jeanneret et de Le Corbusier, elle décide de rompre avec l'académisme architectural, et d'adopter des théories prenant en compte les matériaux, la fonctionnalité, les loisirs et le bien-être. Elle se tourne ainsi vers le logement social qui, durant l'entre-deux-guerres fut une des questions les plus importantes et des plus difficiles à résoudre au vu de l'urgence d'une telle nécessité. Les architectes se voulant alors modernes et impliqués dans le mouvement politique et social, se devaient de s'y atteler.

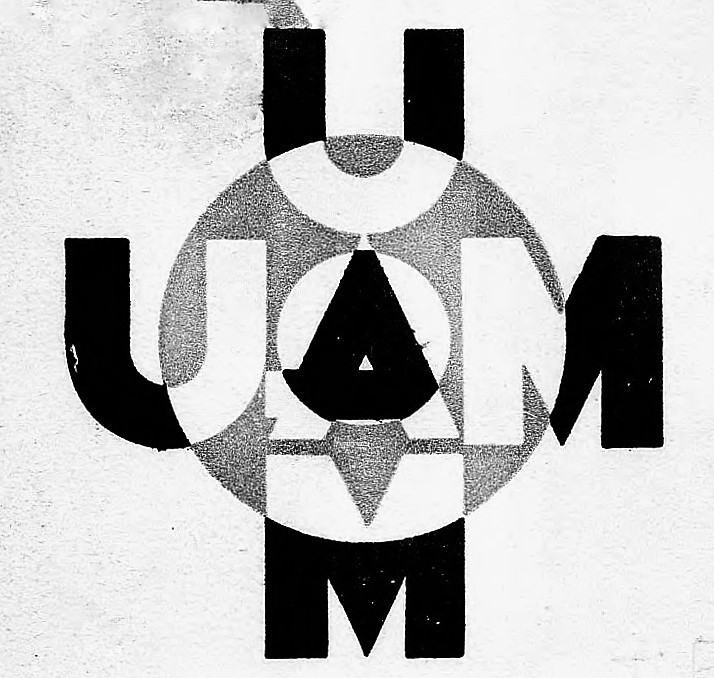
Sigle de l'UAM de 1930.

En 1929, dans une même logique, elle démissionne du Salon des artistes décorateurs et fonde avec d'autres membres l'Union des artistes modernes (l'UAM), avec notamment Robert Mallet-Stevens. Ce mouvement a pour volonté d'exploiter les nouveaux matériaux et les nouvelles techniques pour les adapter à une vision moderne et revalorisée des arts décoratifs. En 1930, lors du IIIe Congrès international d'architecture moderne (CIAM) à Bruxelles (Belgique), Le Corbusier, dans ce que l'on nomma la charte d'Athènes, précisa ainsi les volontés d'une trentaine d'architectes européens, tous membres du CIAM : « la nécessité d'une conception nouvelle de l'architecture, qui satisfasse aux exigences matérielles, sentimentales et spirituelles de la vie présente. »
En novembre 1931, Le Corbusier signe un article d'une trentaine de pages contenant études et dessins, paru dans le neuvième numéro de la revue Plans, dans lequel il présente les études produites essentiellement par Charlotte Perriand. Ces études sont sur l'habitation minimum dont la cellule de 14 m2 par habitant, étude développée grâce au Modulor mis au point par Le Corbusier et humanisé par Charlotte Perriand. Plus tard, celles-ci seront regroupées sous le vocable de ville radieuse. Les 184 documents originaux qui la constituent furent en effet retrouvés dans ses archives, et non dans celles de l'agence Le Corbusier-Jeanneret, étant donné que ce fut elle qui réalisa la majeure partie de l'étude et des dessins. Ce ne sera qu'en 1935, lors de la parution de cette étude sous forme de livre que le nom de Perriand apparaîtra en tant que collaboratrice seulement.
Le Corbusier est préoccupé par le logement social depuis ses études à La Chaux-de-Fonds, ville manufacturière. Lorsqu'il visite la Chartreuse de Florence à l'occasion de son premier voyage d'étudiant en architecture (il venait de terminer l'école d'arts décoratifs), il s'intéresse aux cellules qu'il désigne alors comme étant « […] la solution de la maison ouvrière type unique ou plutôt du terrestre ». Il y voit un aménagement modulaire où les portes de placards deviennent des tables et où les rangements se trouvent encastrés dans les murs, bien qu'il ne se contente alors que de relever les motifs décoratifs, il parlera tout au long de sa carrière des cellules monacales. Il y retournera par ailleurs une deuxième fois en 1911.
En 1934, lors d'un concours organisé par Paul Breton et la revue L'Architecture d'aujourd'hui, dont le thème fut « La maison individuelle, pour une famille composée des parents et de trois enfants », les membres de l'UAM dévoilent le principe de modularité. En 1935, ils sont de nouveau sollicités afin de réfléchir à « une maison de week-end » ; celle-ci doit pouvoir accueillir les parents, trois enfants et deux invités, le tout en respectant une structure légère et démontable. Les projets les plus recherchés sont exposés à la « 2e Exposition de l'habitation » de la même année. Charlotte Perriand propose une maison à l'extrême modularité architecturale intérieure et extérieure, ; elle recourt à son concept de « zonage » qu'elle avait déjà utilisé avec Le Corbusier lors du congrès de Bruxelles. Celui-ci consiste en l'emploi de cloisons coulissantes afin de découper le logement selon les besoins et mouvements de ses occupants. « La maison de week-end » de Perriand est une sorte de « tente » faite de bois et de métal juchée à 50 cm sur une plate-forme ; plusieurs cellules de 9 m2 juxtaposables la composent, le nombre de celles-ci pouvant varier selon les besoins et le budget alloué à sa construction. Elle reçoit la deuxième mention à ce concours.
Perriand développera deux autres projets de la même essence, mais cette fois-ci en induisant le concept de « préfabrication » ; le « refuge Bivouac » (1936-1937, ingénieur André Tournon), installé au col de mont Joly, à Megève en Haute-Savoie, pouvant accueillir six personnes : il est constitué d'éléments préfabriqués s'articulant autour d'une ossature faite de tubes d'aluminium légers et robustes. Assemblable en seulement 4 jours, sa superficie intérieure de 8 m2 a été pensée de façon que tous les équipements soient compacts, transportables et modulables, toujours dans un même souci de fonctionnalité, d'efficacité et d'économie. Fait nouveau pour l'époque, le mobilier est conçu avant l'architecture afin que celui-ci soit pleinement intégré à l'ensemble de la structure. Ces innovations furent développées avec Jeanneret et Le Corbusier, notamment lors de l'étude de la cellule de 14 m2.

### Engagements politiques
À la suite de la crise de 1929, dont les effets n'atteignirent la France que vers 1930-1931, notamment dans l'agriculture, la métallurgie et le textile (500 000 chômeurs, en majorité dans la classe moyenne, rurale comme urbaine), nombre d'intellectuels et d'artistes s'attribuent le rôle de « directeur de conscience ». L'Association des écrivains et artistes révolutionnaires (AEAR) est créée en 1932 par Paul Vaillant-Couturier, Léon Moussinac, Charles Vildrac et Francis Jourdain. La plupart de ses membres sont des proches du Parti communiste français et des représentants de « la littérature et de l'art non-conformiste » comme Signac, Gide, Éluard, Giono, Malraux et Charlotte Perriand.
Influencée par ses convictions politiques, Charlotte Perriand réalise pour l'Exposition internationale de 1935, en collaboration avec René Herbst, Louis Sognot, Le Corbusier et Pierre Jeanneret, La Maison du jeune homme. L'espace est scindé en deux « zones », l'une pour l'esprit, l'autre pour le corps ; à l'agence de Le Corbusier de concevoir la partie intellectuelle, à René Herbst la salle de gymnastique. Y sont disposés divers instruments sportifs, rameur, anneaux, punching-ball, ainsi que les chaises en sandows, créations de Herbst. Une fresque de Fernand Léger y est réalisée, le tout séparé de la salle d'étude par un mur-filet retenant des ballons de basket-ball. La salle d'étude, imputée à Le Corbusier, Jeanneret et Perriand, est dotée d'un mobilier fait de matériaux naturels ; un fauteuil en bois paillé, réalisation de cette dernière, y prend place. Outre le mobilier, figure dans cette pièce, sur l'une des portes d'un meuble à casiers de rangement, Manifeste à la gloire de Paris, le Plan Voisin de Le Corbusier, projet d'urbanisme de 1925 prévoyant de raser le centre de Paris et de construire une cité d'affaires et une cité de résidence. Entre les deux, la gare centrale ainsi que deux grands axes autoroutiers traversant la ville du nord au sud et d'est en ouest. Sur un des murs en ardoises de cette salle, Charlotte Perriand trace à la craie le plan du logement et écrit le nom de ses créateurs sans omettre de signifier leur affiliation au CIAM ou à l'UAM, afin de les promouvoir mais aussi de marquer leur engagement, leur volonté de concevoir dans « la modernité un nouvel art de vivre ».
Toujours dans un souci de s'engager plus, Charlotte Perriand participera au Salon des arts ménagers de 1936, dédié cette année-là plus à l'équipement qu'à la décoration. Les participants sont tenus d'aménager un espace réduit de trois mètres sur quatre, ce qui correspond alors à une pièce d'habitation bon marché (ancienne HLM). Elle propose la « salle de séjour à budget populaire », où se développe un mobilier accessible aux classes moyennes atteintes par la crise. L'espace, ouvert sur une terrasse, accueille sa création, une grande table en chêne massif pour prendre les repas, ainsi que des fauteuils pliables et empilables grâce à une conception en tube (édité par Thonet). André Hermant installe un meuble de rangement pratique, Jourdain et André Louis une petite table de fumeur. Dans une autre pièce, elle réalise un photomontage, La Grande Misère de Paris. La ville s'étendant à cette époque de façon anarchique, au-delà des fortifications historiques, elle y présente ainsi la situation de ses habitants. Longue de 16 mètres, composée de photographies des beaux quartiers, d'immeubles de banlieues et de scènes de vie quotidienne, elle y inscrit : « surpeuplement, misère du logement, maladies », « l'argent existe », « du travail pour tous ». C'est ici un acte politique, qu'il lui vaudra d'être reconnue comme étant communiste[réf. nécessaire].
En 1936, les partis de gauche forment une coalition, le Front populaire, et remportent les élections pour la première fois. Le gouvernement sera composé de socialistes, soutenus par des communistes et aura pour président du Conseil Léon Blum. S'ensuivent deux grèves ouvrières massives, paralysant le pays. En juin, Blum demande aux représentants du patronat et aux syndicats ouvriers de se rencontrer afin de signer les accords Matignon. Seront alors décidés l'augmentation des salaires, les congés payés, la limitation du temps de travail et la reconnaissance du droit syndical. Les ouvriers profiteront pour la première fois de leur congés payés en été 1936. Sera désormais privilégiée l'organisation des loisirs, notamment en architecture. À l'occasion de l'Exposition de l'habitation, la revue Architecture d'aujourd'hui organise un concours dont le thème est celui du loisir et auquel participe Charlotte Perriand[réf. nécessaire].
En août 1936, Georges Monnet, alors ministre de l'Agriculture, commande à Charlotte Perriand la transformation de la salle d'attente du ministère. Elle y utilise le même processus que dans La Grande Misère de Paris, « mode d'expression réaliste, accessible, compréhensible et efficace ». Elle réalise un photomontage appelé L'Office du blé développé autour du monde agricole, de façon thématique ; elle dédie l'une des trois cloisons aux dures conditions de travail des paysans ; à celle qui lui fait face revient le thème du progrès technique. Enfin, au troisième mur qui les relie, elle place divers diagrammes de production agricole et des cartes de France. Elle aborde ainsi de façon plus « pédagogique » cette œuvre afin de démontrer au public tout l'intérêt de la politique agricole que prône le gouvernement en place, mais aussi pour la légitimer[réf. nécessaire].
Poursuivant sa collaboration avec le ministère de l'Agriculture, elle participe à l'Exposition universelle de 1937, qui s'ouvre cette année aux « arts et techniques dans la vie moderne ». C'est avec Fernand Léger qu'elle réalise le Pavillon de l'Agriculture, porte Maillot ; elle se sert ici encore d'un photomontage, placé sur des panneaux de bois constituant le dit pavillon, pour illustrer la politique agricole du Front populaire. Les slogans expriment les objectifs du gouvernement et les attentes de la population[réf. nécessaire].
En même temps, elle se trouve être maître d'œuvre du Pavillon des temps nouveaux, imaginé par Le Corbusier comme un « musée d'éducation populaire » où, sous une immense tente mobile de 31 m sur 35, sont dévoilés les bienfaits et les possibilités de l'urbanisme moderne. De nombreux artistes membres des CIAM illustreront les quinze thématiques qui composent l'espace. C'est pour eux l'occasion, entre autres, d'affirmer leur rôle de « directeur de conscience », mais aussi de mettre en valeur leurs travaux. Par la suite, elle se voit contrainte de laisser la maîtrise d'ouvrage à André Masson, étant donné les difficultés qu'impose une telle réalisation : problèmes économiques, idéologiques et humains. Elle rompt aussi sa collaboration avec l'Atelier de Le Corbusier[réf. nécessaire].
En 1939, année de la signature du Pacte germano-soviétique (qui précède d'une semaine l'attaque conjointe de la Pologne par l'Allemagne d'Hitler et l'Union soviétique de Staline et est à l'origine du déclenchement de la Seconde Guerre mondiale), elle rompt avec le parti communiste, jugeant son idéologie dévoyée. Elle qui s'était pourtant rendue à Moscou en 1931 ainsi qu'en 1934 et avait envisagé de s'y installer[réf. nécessaire].

## Œuvre

### Œuvre complète
En 1999, alors qu'elle est mourante, Charlotte Perriand demande à sa fille unique Pernette de veiller à ce qu'après sa mort, ses archives soient accessibles aux étudiants, chercheurs et exposants. Son gendre, le réalisateur et auteur Jacques Barsac, procède  entre 2015 et 2019 à la publication de son œuvre complète. L'édition en 4 tomes dont toutes les informations sont étayées par des documents originaux et du matériel d'archives couvre sa vie sur quatre périodes : 1903 à 1940, 1940 à 1955, 1956 à 1968 et 1968 à 1999.

### Principales réalisations
- 1926 : Charlotte Perriand présente un Coin de salon au Salon des artistes décorateurs avec une table à plateau de verre.
- 1927 : elle aménage son appartement-atelier de la place Saint-Sulpice, dont le mobilier est montré au Salon d'automne de 1927 avec son Bar sous le toit, puis au Salon des artistes décorateurs de 1928 sous l'appellation Salle à manger 1928 comprenant la « table extensible Ospite ». Elle installe au Salon des artistes décorateurs 1927 un argentier en bois de violette, pièce unique et œuvre majeure, très remarquée lors de sa présentation.
- 1928 : elle aménage l'intérieur de la villa La Roche à Paris et de la villa Church à Ville-d'Avray[63], dont le mobilier incluant la « chaise longue LC4 » est exposé comme Équipement intérieur d'une habitation au Salon d'automne de 1929.
- 1929-1930 : elle réalise un studio-bar et des meubles de salle de bains pour l'hôtel particulier de Jean et Joël Martel, au no 10 rue Mallet-Stevens à Paris, construit par Robert Mallet-Stevens en 1927 et également décoré en 1928 par Francis Jourdain et Gabriel Guevrekian.
- 1930-1932 : elle équipe les chambres d'étudiants et le foyer-bibliothèque du Pavillon suisse à la Cité universitaire à Paris[63].
- 1932 : elle équipe dortoirs, réfectoires, cuisines et crèches de la Cité du refuge de l'Armée du salut[63].
- 1933 : elle participe au chantier du Centrosoyouz, au bureau central des coopératives de Moscou, URSS[63].
- 1936 : elle réalise le photomontage La Grande Misère de Paris au Salon des arts ménagers. Elle réalise un deuxième photomontage sur le thème de l'Office du blé pour la salle d'attente du ministère de l'Agriculture.
- 1937 : elle réalise un photomontage du programme du Front populaire.
- 1938 : elle aménage l'annexe d'un hôtel à Saint-Nicolas-de-Véroce (Haute-Savoie).
- 1939 : elle travaille à l'aménagement d'un hôtel pour une station de sports d'hiver à Méribel (architecte : Henry Jacques Le Même).
- 1943-1946 : elle réalise un pavillon d'exposition de l'artisanat à Hanoï, Indochine.
- 1946-1948 : elle travaille à l'architecture intérieure des premiers bâtiments de la station de sports d'hiver de Méribel. Elle y crée de nombreux meubles (architectes : Paul-Jacques Grillo, Christian Durupt, assisté par André Detour).
- 1946-1948 : elle réalise avec Pierre Jeanneret un mobilier économique en bois, édité de 1946 à 1951 à Grenoble par la société « L'Équipement de la maison », puis par le Bureau de coordination du bâtiment (BCB), créé à Paris par Georges Blanchon en janvier 1951[64].
- 1946-1956 : elle conçoit le mobilier de l'hôpital mémorial franco-américain de Saint-Lô avec Paul Nelson.
- 1952 : elle conçoit l'aménagement intérieur à la Cité internationale universitaire de Paris pour la maison de la Tunisie (architecte : Jean Sebag), pour la maison du Mexique (architectes: Jorge et Roberto Medellin).
- 1952 : elle réalise un prototype de cuisine-bar pour la Cité radieuse de Marseille avec Le Corbusier.
- 1954 : elle aménage l'intérieur de l'hôtel de France à Conakry avec Jean Prouvé et l'Atelier LWD.
- 1957 : elle aménage l'agence d'Air France à Londres (architecte : Peter Bradock).
- 1958 : elle construit un prototype de la maison du Sahara (architectes : Guy Lagneau, Michel Weil Atelier LWD) pour le Salon des arts ménagers devant le Grand Palais à Paris avec Jean Prouvé et l'Atelier LWD.
- 1960-1961 : elle réalise son chalet à Méribel en Savoie.
- 1967-1988 : elle anime jusqu'en 1982 un bureau d'études d'architectes pour la construction des stations de sports d'hiver aux Arcs en Savoie (30 000 lits), et dont elle aménage et équipe la plupart des bâtiments.
- 1993 : elle conçoit une maison de thé dans le cadre de la manifestation japonaise Dialogue des cultures coordonnée par Hiroshi Teshigahara à l'Unesco.
- Le 16 octobre 1994 : elle visite et inaugure le lycée professionnel public qui porte désormais son nom à Genech (dans le département du Nord). On y enseigne les métiers du bois (menuiserie, ébénisterie, sculpture sur bois, tapisseries d'ameublement — section fermée en 2016) et du gros œuvre (maçonnerie, coffrage, peinture).

### Écrits

#### Manifestes
- Wood or Metal, The Studio 97, no. 433, Avril 1929, pp. 278-79. Traduction : Fanny Gayon, Perriand (années 1930), héraut de la modernité, 02/05/2022, Paragone.
- La ménagère et son foyer 1/2, Vendredi, n°26, 1er mai 1936, p. 8, Gallica. Transcription : Fanny Gayon, Perriand (années 1930), héraut de la modernité, 02/05/2022, Paragone.
- La ménagère et son foyer 2/2, n°29, 22 mai 1936, p. 8, Gallica. Transcription : Fanny Gayon, Perriand (années 1930), héraut de la modernité, 02/05/2022, Paragone.
- Constructions en montagne : pour une prise de conscience de nos responsabilités, Architecture d’Aujourd’hui, no 126, juin-juillet 1966, p. 10.

#### Autres écrits
- Une vie de création, éd. Odile Jacob, 1998
- Jacques Barsac et archives Perriand (1903-1959), Charlotte Perriand : Un art d'habiter, éditions Norma, 16 mai 2005, 512 p. (ISBN 978-2-909283-87-6 et 2909283879)[65]
- Charlotte Perriand, Carnet de montagne, édité par Pernette Perriand, collectif, Publication : Maison des jeux olympiques d’hiver, 2007.
- Jacques Barsac, archives inédites de Charlotte Perriand, Sôri Yanagi et Pernette Perriand-Barsac, Charlotte Perriand et le Japon, Paris, éditions Norma, 25 septembre 2008, 335 p. (ISBN 978-2-915542-16-5 et 2915542163)[66]
- Charlotte Perriand (trad. John Doherty), Charlotte Perriand, Fage, coll. « Paroles d'artiste », 2018, 62 p. (ISBN 978-2849755136, lire en ligne).

## Expositions
- 2005-2006 : Rétrospective[67], musée national d'Art moderne[68], Paris
- 2011 : « Charlotte Perriand 1903-1999, de la photographie au design », Petit Palais, Paris
- 2012 : « Charlotte Perriand, la photographie pour un autre monde », musée Nicéphore-Niépce, Chalon-sur-Saône
- 2013 : « Charlotte Perriand et le Japon »[69], musée d'Art moderne et contemporain de Saint-Étienne Métropole dans le cadre de la Biennale internationale de design de Saint-Étienne Catalogue Charlotte Perriand, l'aventure japonaise, éd. Silvana Editoriale, 2013.
- 2019-2020 : « Le monde nouveau de Charlotte Perriand »[70], fondation d'entreprise Louis-Vuitton, à l’occasion du vingtième anniversaire de sa disparition[71],[72], Paris
- 2022 : Charlotte Perriand. Comment voulons nous vivre ? Politique du photomontage, Design museum Brussels, Bruxelles[73]

#### Livres
- Laure Adler, Charlotte Perriand, Paris, éditions Gallimard, 2019, 272 p. (ISBN 978-2-07-284765-3).
- Jacques Barsac, Charlotte Perriand : un art d'habiter, 1903-1959, NORMA, 2005, 512 p. (lire en ligne).
- Jacques Barsac et Sébastien Cherruet, Le Monde nouveau de Charlotte Perriand, Fondation Louis Vuitton, Gallimard, 2019, 429 p. (ISBN 978-2072857188, lire en ligne).
- Jacques Barsac, Charlotte Perriand : une architecte en montagne, Archives Charlotte Perriand ; Éditions Norma, 2023, 462 p. (ISBN 978-2376660606, lire en ligne).
- Charles Berberian, Charlotte Perriand : une architecte française au Japon 1940-1942, Chêne ; Arte Editions, 2019, 111 p. (ISBN 978-2812303548, lire en ligne).
- Anne Bony, Charlotte Perriand, Les Arènes, 2023, 166 p. (ISBN 979-1037510198, lire en ligne).
- (en) Charlotte Fiell et Peter Fiell, Design of the 20th Century, Cologne, Taschen, 1999 (ISBN 3-8228-5873-0).
- Patrick Favardin, Les Décorateurs des années 50, Paris, éditions Norma, 2002 (ISBN 978-2-909283-61-6).
- Pierre Guénégan (préf. Susan L. Ball), Le Purisme et son Influence internationale : annuaire de 50 artistes emblématiques, St Alban, Hertfordshire, England, éditions Lanwell & Leeds Ltd, 2019, 335 p. (ISBN 978-2-9700494-8-7).
- Emmanuelle Kouchner et Damarice Amao, Charlotte Perriand : politique du photomontage : comment voulons-nous vivre?, Actes Sud, 2021, 237 p. (ISBN 978-2330150570, lire en ligne).
- Emmanuelle Kouchner et Damarice Amao, Charlotte Perriand, Actes Sud, 2022, 170 p. (ISBN 978-2330171162, lire en ligne).
- (en + fr) François Laffanour, Anne Bony, Élisabeth Vedrenne et al., Living with Charlotte Perriand, Skira : Laffanour Galerie Downtown, 2019, 365 p. (ISBN 978-2370741042, lire en ligne).
- (en) Mary McLeod, Charlotte Perriand: An Art of Living, New York, Harry N. Abrams, 2003, 304 p. (ISBN 0-8109-4503-7).
- Pernette Perriand-Barsac, Jacques Barsac et Martine Dancer, Charlotte Perriand l'aventure japonaise, Silvana ; Musée d'Art Moderne de Saint-Étienne Métropole, Cinisello Balsamo, 2013, 255 p. (ISBN 978-2907571647, lire en ligne).
- Arthur Rüegg (trad. Catherine Courtiau), Charlotte Perriand : livre de bord, 1928-1933, Gollion (Suisse), Infolio, 2004, 287 p. (ISBN 978-2884745277, lire en ligne).

#### Œuvres complètes
- Jacques Barsac, Jean-Louis Cohen et Arthur Rüegg, Charlotte Perriand : l'œuvre complète, t. 1, 1903-1940, Archives Charlotte Perriand, Éditions Norma, 2015, 510 p. (ISBN 978-2915542608, lire en ligne).
- Jacques Barsac et Paul Warwick Thompson, Charlotte Perriand : l'œuvre complète, t. 2, 1940-1955, Archives Charlotte Perriand, Éditions Norma, 2015, 526 p. (ISBN 978-2915542714, lire en ligne).
- Jacques Barsac et Barry Bergdoll, Charlotte Perriand : l'œuvre complète, t. 3, 1956-1968, Archives Charlotte Perriand, Éditions Norma, 2017, 527 p. (ISBN 978-2376660019, lire en ligne).
- Jacques Barsac et Michelle Perrot, Charlotte Perriand : l'œuvre complète, t. 4, 1968-1999, Archives Charlotte Perriand, Éditions Norma, 2019, 527 p. (ISBN 978-2376660293, lire en ligne).

#### Articles
- (en) Ross Wolfe, « The modernism of Charlotte Perriand ; Perriand: Reflections of feminism and modern architecture, Mary McLeod, Harvard Design, Magazine, 2004 », The Charnel-House,‎ 5 décembre 2013 (lire en ligne).
- Virginie Mouzat, « Charlotte forever », Vanity Fair, no 3,‎ septembre 2013, p. 186-197 (ISSN 2268-0659).
- Maryse Quinton, « Les Arcs : La station créée par Charlotte Perriand fête ses 50 ans », Ideat,‎ 7 décembre 2018 (ISSN 1294-9485, lire en ligne, consulté le 4 janvier 2024).
- Anna Prudhomme, « Pourquoi Charlotte Perriand est-elle fascinée par le Japon? », Numéro art,‎ 31 octobre 2019 (ISSN 2649-9983, lire en ligne, consulté le 3 janvier 2024).
- Fanny Gayon, « Perriand (années 1930), héraut de la modernité », Paragone, Hypotheses, 02/05/2022.

### Filmographie
- Michel Ayats, L'Art de vivre : Charlotte Perriand, ORTF, 1963, 23 min — Archives INA.
- Jacques Barsac, Charlotte Perriand, créer l'habitat au XXe siècle (documentaire), A2, Ciné Service Technique, 1985, 59 min.
- Stéphane Ghez,  Charlotte Perriand, pionnière de l'art de vivre (documentaire), DVD ARTE éditions, 2018, 52 min.

### Audio
- Paule Chavasse, réalisation Christine Berlamont, Charlotte Perriand, design moderne, Entretiens À Voix nue, 5 épisodes de 25 min, réalisation 1984, Diffusion 1999, Radio France, France Culture. Podcasts : Ép 1/5 : Le Corbusier m'a enlevé un mur que j'avais devant les yeux, Ép 2/5 : L'espace, ça se crée !, Ép 3/5 : On ne peut pas créer si on ne connaît pas l'usage, Ép 4/5 : Une idée n'a de valeur que lorsqu'elle est rendue viable, Ép 5/5 : Tout ce que j'ai fait allait de soi.

#### Sites
- Biographie de Charlotte Perriand, Galerie Patrick Seguin.
- Thijs Demeulemeester, La designer-architecte française Charlotte Perriand sort enfin de l'ombre, L'Echo, 03/10/2019.

#### Ressources pédagogiques
- Anais Jolly, Découvrir Charlotte Perriand, Sitographie collaborative à destination des élèves, ressources (audios, vidéos, textes) disponibles gratuitement en ligne, 2019.
- Charlotte Perriand, une femme architecte et designeuse, Dossiers thématiques, Histoire des arts, Ministère de la Culture, 2020.
- Charlotte Perriand, Photographies, Dossier pédagogique, CAUE Haute-Savoie, Académie des Beaux-Arts, Grenoble, 2021.
- Des ressources numériques pour aborder le travail de la créatrice Charlotte Perriand, Histoire des arts, Terminale, Ministère de l'éducation nationale, Eduscol, avril 2021.

#### Notices d'autorité, bases de données
- Ressources relatives aux beaux-arts :   - Art Institute of Chicago
  - Artists of the World Online
  - Centre Pompidou
  - Cooper–Hewitt, Smithsonian Design Museum
  - Delarge
  - Grove Art Online
  - Musée national centre d'art Reina Sofía
  - Musée national du Victoria
  - Museum of Modern Art
  - Nationalmuseum
  - RKDartists
  - Tate
  - Union List of Artist Names
- Ressource relative à plusieurs domaines :   - Radio France
- Notices dans des dictionnaires ou encyclopédies généralistes :   - Britannica
  - Deutsche Biographie
  - Dictionnaire universel des créatrices
  - Enciclopedia delle donne
  - Gran Enciclopèdia Catalana
  - Nationalencyklopedin
  - Store norske leksikon
  - Universalis
- Notices d'autorité :   - VIAF
  - ISNI
  - BnF (données)
  - IdRef
  - LCCN
  - GND
  - Italie
  - Japon
  - CiNii
  - Pays-Bas
  - Israël
  - NUKAT
  - Catalogne
  - Suède
  - Australie
  - Norvège
  - Tchéquie
  - Lettonie